# ليونورا أورايلي
ليونورا أورايلي (16 فبراير 1870 - 3 أبريل 1927) كانت نسوية أمريكية، وناشطة في حق الاقتراع، ومنظمة اتحادية نقابية. وُلِدت أورايلي في ولاية نيويورك، ونشأت في الجانب الشرقي الأدنى من مدينة نيويورك. ولدت في عائلة من الطبقة العاملة وتركت المدرسة في سن الحادية عشرة لتبدأ العمل كخياطة. كان والدا ليونورا أورايلي من المهاجرين الأيرلنديين الفارين من المجاعة الكبرى. كان والدها، جون، طَبّاعًا وبقالًا وتوفي بينما كانت ليونورا تبلغ من العمر عامًا واحدًا، ما أجبر والدتها، وينيفريد روني أورايلي، على العمل لساعات أطول كعاملة ملابس من أجل دعم ليونورا وشقيقها الأصغر.
عملت أورايلي من عام 1903 إلى عام 1915 كمنظمة ومسؤولة عن التجنيد للرابطة النسائية النقابية (دابليو تي يو إل). في شوارع نيويورك، تحدثت أورايلي علنًا عن إصلاح العمل وحق المرأة في التصويت. مكنتها مهاراتها من تمثيل النساء في عام 1911 في لجنة مجلس الشيوخ في نيويورك حول حق الاقتراع بالإضافة إلى العديد من قاعات الاجتماعات العامة.

## الحياة الشخصية والعائلية

### الحياة العائلية
كانت ليونورا أورايلي ابنة جون أورايلي، وهو طَبّاع وعضو في فرسان العمل، ووينيفريد (روني) أورايلي، وهي صانعة ملابس إيرلندية الأصل.  توفي جون أورايلي عندما كان عمر ليونورا عامًا واحدًا. عند وفاته، دعمت وينيفريد أورايلي نفسها وطفلتها بالعمل بالخياطة وتأجير الغرف.
رافقت أورايلي والدتها إلى اجتماعات في كوبر يونيون وساعد صديق والدها فيكتور دروري في غرس تقدير مازيني القومي الإيطالي. اعتبرت أورايلي من بين مؤثريها الكاهن الكاثوليكي الراديكالي والمدافع عن العدالة الاجتماعية الأب إدوارد ماكجلين والأناركي بيوتر كروبوتكين.
اتخذ كل من ليونورا ووينيفريد أورايلي منزلهما في بروكلين.
في عام 1907، تبنت ليونورا أورايلي، التي لم تتزوج قط، طفلة تدعى أليس. توفيت أليس عام 1911.

### القيادة النسائية الأيرلندية الأمريكية
عندما اكتسبت القومية الأيرلندية مكانة بارزة في الولايات المتحدة في أوائل ثمانينيات القرن التاسع عشر، تمكّنت النساء الإيرلنديات الأميركيات من خوض تجربتهن الأولى في المجال العام. دافعت النساء عن استقلال أيرلندا عندما تعرض الرجال والنساء الأيرلنديون للقمع في الوطن. داخل الحركة القومية في أيرلندا، دُعي إلى جوانب راديكالية بما في ذلك أجندة تركز على العمال في أمريكا – أجندة من شأنها أن «تعيد للمنتجين ثمار عملهم». جذبت هذه الحركة العمال الأيرلنديين الأمريكيين وجذبت النساء إلى حركات إصلاحية خارج نطاق القومية. أولئك الذين سعوا إلى الإصلاح فعلوا ذلك لمناصرة المستغلين والمستضعفين في أمريكا. بسبب عدم وجود دعم من الرجال في الحركة العمالية، اتجهت النساء إلى بعضهن البعض وشكلن تحالفات مع أولئك الذين ينتمون إلى الطبقة الوسطى للحصول على تعويضات لمساعدة «الفتاة العاملة». أدى ذلك في النهاية إلى تجاوزهم لدوائرهم العرقية والطبقية، إلى تقاليد الإصلاح الأمريكية الأوسع.
يمكن أن يُعزى انتشار المنظمات الأيرلنديات خلال أواخر القرن التاسع عشر وأوائل القرن العشرين إلى وجود العديد من النساء الأيرلنديات في القوى العاملة النسائية خلال تلك الفترة. شكلت النساء نسبة كبيرة من إجمالي السكان المهاجرين الأيرلنديين، والأعلى بين مجموعات المهاجرين الأخرين. نظرًا لارتفاع معدل انتشار الفقر بين المهاجرين، كان من الضروري للمرأة أن تجد عملًا بجانب الرجل. أدى حدوث الزواج المتأخر، إلى جانب تقليد عرقي أقل تمحورًا حول الأسرة، إلى تمكين النساء الأميركيات الأيرلنديات من الحصول على عمل. والجدير بالذكر أن عمل النساء الأيرلنديات العازبات لا يعتبر محظورًا. بدون الحاجة إلى الاهتمام بالزواج والواجبات المنزلية، سُمح للمرأة بالعمل وبالتالي ساهم ذلك في صعود الناشطات الأمريكيات الأيرلنديات. على الرغم من أن مهنة الناشط العمالي لم تكن مجالًا مفتوحًا للنساء، إلا أن بروز الرجال الأمريكيين الأيرلنديين في التنظيم ألهم النساء للمتابعة. ومن الواضح أن هذا النمط الثقافي مكن المرأة من المشاركة والبقاء في القوى العاملة.
على عكس أورايلي، كان العديد من الإصلاحيين في تلك الحقبة من الإصلاحيين البروتستانت من الطبقة الوسطى المتعلمين تعليمًا جيدًا. تركت أورايلي المدرسة في سن مبكرة لمتابعة تجارة والدتها – الخياطة. واجهت الفقر وظروف العمل القاسية والبطالة التي جاءت مع العصر الذهبي. مثل معظم الناشطات الأمريكيات الأيرلنديات، كانت تعرف مظالم الرأسمالية الصناعية. كانت أول امرأة أمريكية من أصل إيرلندي تبنّت الإصلاح الاجتماعي فعلت ذلك لمناصرة الطبقة العاملة في أمريكا الصناعية. ومن ثم، كان العرق والطبقة العوامل الرئيسية التي ساهمت في دخولهم في الحياة العامة.